# 烏法省
烏法省（俄语：Уфи́мская губе́рния）是俄羅斯帝國的一個省，首府烏法。下分六縣。面积122,005平方公里。
成立於1865年（自奧倫堡省），1919年改為巴什基爾蘇維埃社會主義自治共和國。

## 地理
乌法省北与彼尔姆省相邻，并顺时针依次与奥伦堡省、萨马拉省、喀山省及维亚特卡省相邻。
乌法省现被分入今天的巴什科尔托斯坦共和国、鞑靼斯坦共和国及车里雅宾斯克州。

## 历史

1919-1922年的巴什基尔共和国

1708年该地区属于喀山省的一部，1744年随着奥伦堡省的成立而隶属于奥伦堡省，1865年独立成省。1919年3月被撤销，改成巴什基爾蘇維埃社會主義自治共和國。

## 行政区划
20世纪初时，该省共有6个县，分别为：別列別伊、比爾斯克、兹拉托乌斯特、緬澤林斯克、斯捷尔利塔马克及乌法。

## 经济
耕地面积约占全省35%。工业主要为矿业及金属加工，另有食品、制衣、木材等工业。